# 難易真羽花介
難易真羽花介（学名：Eucytherura nanyei）为尾花介科真羽花介屬下的一个种。